# الكاسورة (قرية)
الكاسورة هي إحدى قرى النوبة والتي تقع في دولة السودان في منطقة دنقلا .